# Rocca Sanvitale (Sala Baganza)
La Rocca Sanvitale è situata al centro dell'abitato di Sala Baganza, in provincia di Parma. Il nome proviene dalla famiglia dei Sanvitale, che ne furono proprietari per oltre trecento anni.

## Storia

Stemma dei Sanvitale

Tedisio Sanvitale, fratello del vescovo di Parma Obizzo Sanvitale, per effetto del suo matrimonio con Adelmota da Cornazzano, erede per parte di madre della potente famiglia Franceschi, nel 1254 ottiene la quarta parte del feudo di Sala e di Maiatico. Nel 1258 acquista la parte restante da Bernardino Franceschi, venendo così in possesso della torre di San Lorenzo, costruzione difensiva citata fin dal 1142.
Il "castellum de Sala", come era chiamato il torrione, nel corso degli anni viene trasformato in una elegante dimora nobiliare. Nel 1477 Giberto III Sanvitale ottiene dal duca di Milano Gian Galeazzo Sforza, oltre al titolo di conte, l'autorizzazione ad ampliare il suo "palatium" e di eseguirvi importanti opere difensive, tra cui la costruzione di un ampio fossato perimetrale, che trasformano la rocca in una possente fortezza. Sicuramente Giberto III aveva ricevuto dei consigli per la costruzione del castello da parte della moglie Donella de' Rossi, figlia di Pier Maria Rossi, conte di San Secondo. La stessa Donella fu l'eroina che salvò la rocca quando, assente il marito impegnato a fianco degli Sforza, reagì ad un attacco da parte della sua famiglia. Il padre, convinto che la figlia non si sarebbe mai ribellata alla sua volontà, si sarebbe presto reso conto delle doti militari della donna, che arrivò a ferire a morte suo cugino Amuratte Torelli.

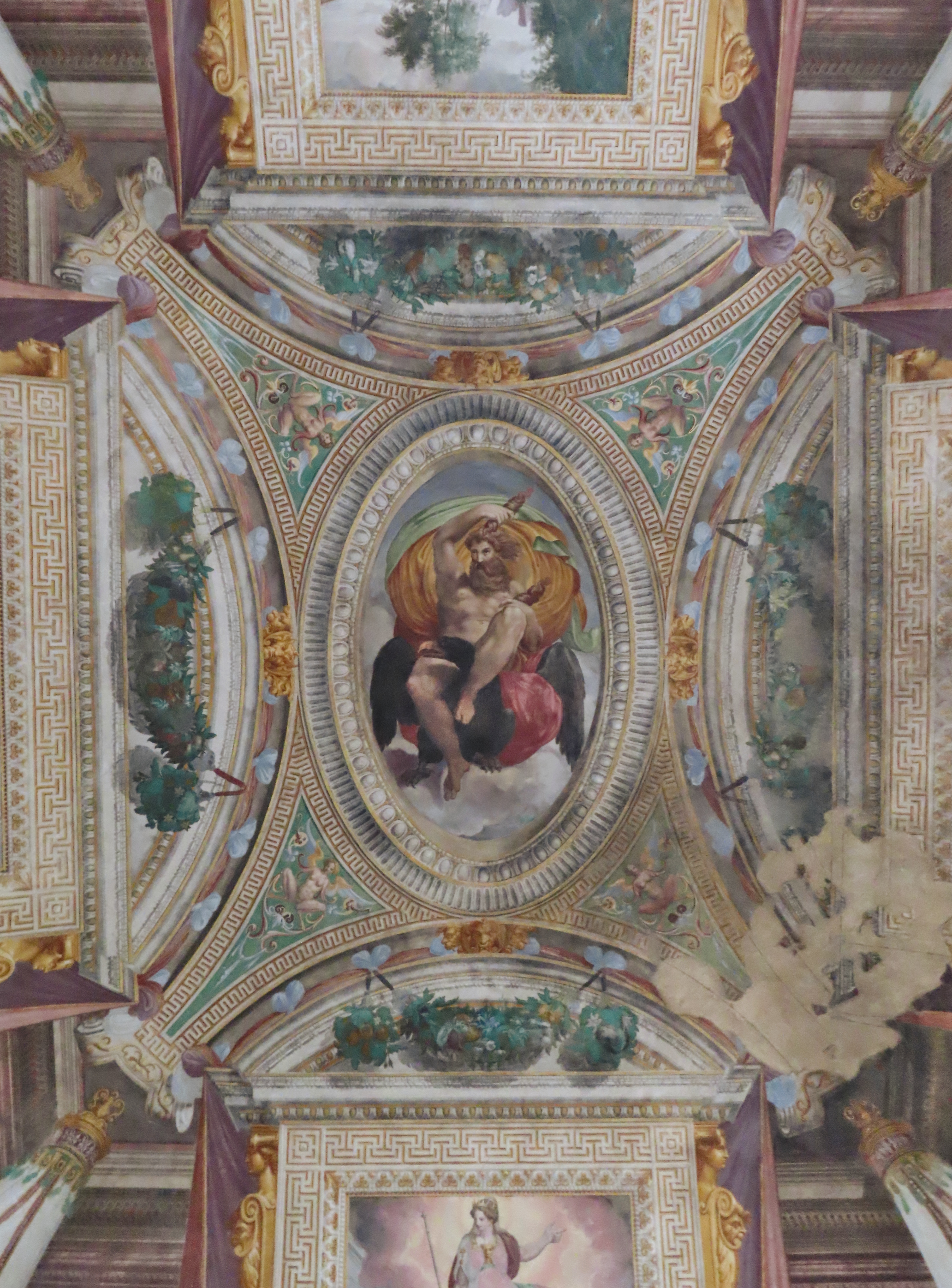
Volta della sala di Ercole

Tra il 1564 e il 1578 Giberto IV Sanvitale, primo marito di Barbara Sanseverino, fa decorare il piano nobile con storie di Enea, ritratti dei Cesari, immagini grottesche e fatiche d'Ercole (queste ultime attribuite da alcuni a Bernardino Campi, da altri a Orazio Samacchini).
Con la cosiddetta Gran Giustizia del maggio 1612 i Sanvitale vengono spodestati e la proprietà passa ai Farnese. La Rocca di Sala viene scelta nel 1723 come sua dimora da Antonio Farnese, che fa affrescare il soffitto di alcune sale da Sebastiano Galeotti con scene mitologiche e allegoriche.
Nei primi anni dell'Ottocento, col passaggio del Ducato di Parma all'Impero napoleonico, la Rocca e i suoi terreni vengono assegnati al piemontese Michele Varron, che nel 1823 fa abbattere le ali sud, est ed ovest, conferendo alla Rocca l'aspetto attuale. La proprietà passò poi ai principi di Carrega, alla famiglia Magnani, ai Romani e nel 1987, in parte, al Comune di Sala Baganza.
La parte privata, a eccezione dello Scalone d'Onore e della Cappella Palatina,  è inagibile a causa terremoto del 2008. 
Il Comune di Sala diede avvio ad importanti lavori di restauro, durante i quali la Rocca rimase chiusa al pubblico. La riapertura è avvenuta nel 2003.
Il giardino storico ai piedi della Rocca, denominato Giardino Farnesiano, è stato restaurato secondo l'impianto originale settecentesco a cura dell'architetto Pier Carlo Bontempi, e inaugurato il 26 aprile 2009.
A seguito del sisma del 2008, il Comune di Sala Baganza, grazie ad un accordo con i proprietari, nei primi mesi del 2017 ha avviato lavori di restauro e consolidamento dello Scalone d'Onore e della Cappella Palatina. Il 18 novembre 2017 queste tre sale sono state inaugurate e rimarranno visitabili per dodici anni.

## Museo
La rocca ospita la Mostra permanente della scultrice Jucci Ugolotti e esposizioni temporanee.